# Fürstentum Fritzlar

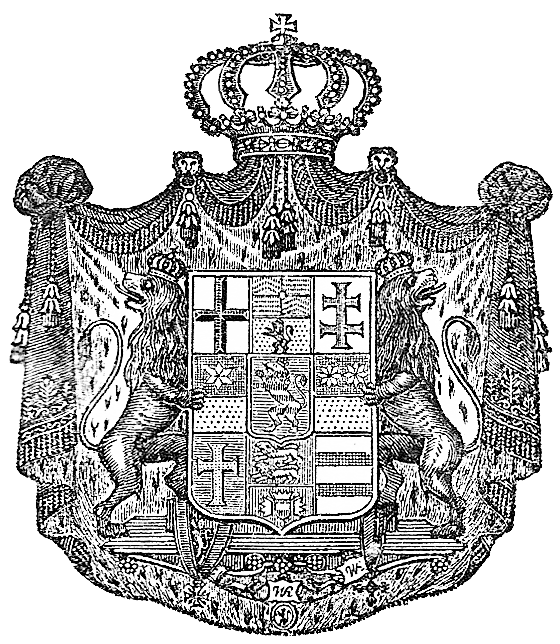
Großes Kurhessisches Staatswappen 1821–1866. Als Herzschild der (bekrönte Kur-)Hessische Löwe als Wappen der Landgrafschaft Hessen; um ihn gruppieren sich die von Hessen-Kassel und z. T. auch von Hessen-Darmstadt gehaltenen Grafschaften und Mediat-Fürstentümer: 1. Großherzogtum Fulda (schwarzes Kreuz), 2a. (oben) Fürstentum Hanau (Sparren und Balken), 2b. (unten) Grafschaft Katzenelnbogen (schreitender Löwe), 3. Fürstentum Hersfeld (rotes Patriarchenkreuz), 4. Grafschaft Ziegenhain (silberner Stern oben), 5. Landgrafschaft Hessen (quergestreifter Löwe), 6. Grafschaft Nidda (zwei silberne Sterne oben), 7. Fürstentum Fritzlar (goldenes Hochkreuz), 8a. (oben) Grafschaft Diez (zwei goldene Leoparden), 8b. (unten) Grafschaft Schaumburg (Schildchen mit Nesselblatt), 9. Fürstentum Isenburg (zwei schwarze Balken).

Das Fürstentum Fritzlar war ein Titularfürstentum, das in der Folge des Reichsdeputationshauptschlusses von 1803 gebildet wurde.

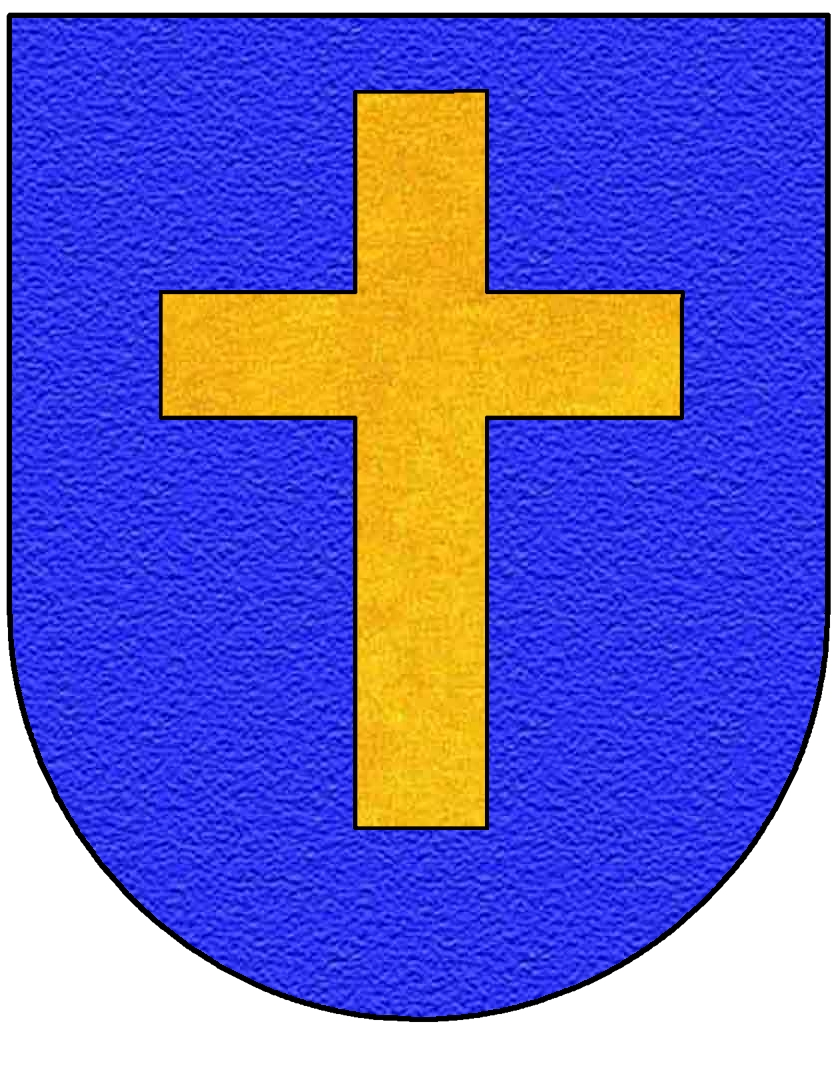
Wappen des Fürstentums Fritzlar

Kurhessisches Staatswappen 1818, mit dem Wappen des Fürstentums Fritzlar unten links

Die Säkularisation der geistlichen Herrschaften durch den Reichsdeputationshauptschluss beendete u. a. auch die Existenz des Erzstifts Kurmainz. Die in Ober- und Niederhessen (Raum Marburg und Kassel) gelegenen kurmainzischen Enklaven Amöneburg, Neustadt, Fritzlar und Naumburg sowie das Gericht Katzenberg am Nordrand des Vogelsbergs wurden im sogenannten Fürstentum Fritzlar vereinigt und gingen an die Landgrafschaft Hessen-Kassel, deren Regent gleichzeitig zum Kurfürsten erhoben wurde. Landgraf Wilhelm IX., der nachmalige Kurfürst Wilhelm I., hatte schon im September/Oktober 1802 – auf der Basis der Abmachungen des Friedens von Lunéville (9. Februar 1801) und des französisch-russischen Entschädigungsplanes (18. August 1802), und im Vorgriff auf den Reichsdeputationshauptschluss – diese mainzischen Ämter und das bis zu diesem Zeitpunkt kurkölnische Volkmarsen militärisch besetzen lassen und am 1. Dezember 1802 rechtlich in Besitz genommen. Hessen-Kassel erhielt für das Fürstentum Fritzlar eine zusätzliche Virilstimme im Reichsfürstenrat.
Das Wappen des Fürstentums war ein auf blauem Hintergrund schwebendes goldenes Hochkreuz.
Obwohl die betroffenen Städte und Dörfer schon sehr bald im Zuge verschiedener Verwaltungsreformen mit benachbarten Gebieten in größere Ämter und Kreise eingegliedert wurden, trugen die Kurfürsten bis zum Ende der Hessen-Kasseler Selbständigkeit im Jahre 1866 u. a. den Titel Fürst von Fritzlar. Ebenso führten sie im kurhessischen Staatswappen seither rechts unten ein goldenes Hochkreuz auf blauem Grund für das Fürstentum Fritzlar.

## Verwaltungsorganisation
In Kurhessen wurde das Fürstentum Fritzlar organisatorisch wie folgt gegliedert:
- Stadt und Amt Fritzlar (Stadt Fritzlar und die Dörfer Rothhelmshausen und Ungedanken)
- Stadt und Amt Amöneburg (Stadt Amöneburg und die Dörfer Anzefahr, Bauerbach, Erfurtshausen, Ginseldorf, Himmelsberg, Mardorf, Niederklein, Rauischholzhausen, Roßdorf, Rüdigheim, Schröck, Sindersfeld und Stausebach)
- Gericht Katzenberg (Teil des Amtes Neustadt) (Ohmes, Ruhlkirchen, Seibelsdorf und Vockenrod)
- Stadt und Amt Naumburg (Stadt Naumburg und die Dörfer Altendorf und Altenstädt)
- Stadt und Amt Neustadt (Stadt Neustadt, der Flecken Allendorf und die Dörfer Erksdorf und Momberg)

Die Ämter Fritzlar und Naumburg gehörten zum Regierungsbezirk Kassel, Amöneburg und Neustadt zum Regierungsbezirk Marburg. 1821 wurde im Kurfürstentum Hessen die Trennung der Rechtsprechung von der Verwaltung eingeführt. Die Ämter wurden aufgehoben und die Verwaltungsaufgaben den neuen Landkreisen und die Rechtsprechung neuen Justizämtern zugewiesen.